# Ortopedingenjör
Ortopedingenjörer arbetar med kombinationen människa och teknik. De hjälper människor med funktionsnedsättningar att återfå rörlighet genom att prova ut hjälpmedel. De hjälpmedel som tillhandahålls av ortopedingenjörer brukar indelas i ortoser, proteser och skor och inlägg. En ortos är ett  hjälpmedel som assisterar en befintlig kroppsdel medan en protes är en ersättning för en förlorad kroppsdel. Ortopedingenjören arbetar tätt ihop med andra yrkeskategorier på en ortopedteknisk avdelning framför allt ortopedtekniker, ortopedskotekniker, Fotorstister, Sadelmakare och sytekniker. I nära samarbete med patienten bedömer, analyserar och designar ortopedingenjören de hjälpmedel som patienten behöver. Detta görs genom beprövade tekniker såsom gipsavgjutning och läderspänning tillsammans med ny teknik som CAD/CAM och 3D-printing.   
Utöver det samarbete som finns på de ortopedtekniska avdelningarna deltar ofta ortopedingenjören i interdisciplinära teamverksamheter inom exempelvis barnhabilitering, vuxenhabilitering, diabetesvård, protesrehabilitering, vård av neurologiska sjukdomar och reumatikervård

## Utbildning och legitimation
Grundutbildningen till ortopedingenjör omfattar 180 högskolepoäng (bolognaprocessen) och sker vid Jönköping University i Jönköping. Genomgången utbildning leder till en kandidatexamen i ortopedteknik samt yrkeslegitimation utfärdat av Socialstyrelsen. Utbildningen är ackrediterad av ISPO (The International Society for Prosthetics and Orthotics) vilket gör att examen från programmet uppnår en internationell standard och man kan således arbeta som ortopedingenjör även utomlands med denna examen. 
Yrket har många aspekter och är en kombination av teknik, arbete med människor och problemlösning. I utbildningen avspeglas detta genom att man läser ämnen inom vitt skilda områden som anatomi, psykologi, biomekanik, rehabilitering, med mera. Huvudämnet är dock ortopedteknik och mycket betoning läggs på förståelsen av människokroppens egen mekanik (biomekanik).